# Charles Wade
Charles Gregory Wade (26 janvier 1863 - 26 septembre 1922), rugbyman dans sa jeunesse au Royaume-Uni, est le 17e Premier ministre de Nouvelle-Galles du Sud (Australie).

## Jeunesse
Charles Wade est né à Singleton, en Nouvelle-Galles du Sud. Il est le fils de William Burton Wade, un ingénieur civil. Il fait ses études secondaires à l'All Saints College à Bathurst et à The King's School à Parramatta. Il obtint une bourse d'études et poursuit sa scolarité au Merton College à l'Université d'Oxford en Angleterre. Il a une brillante carrière, à la fois comme  érudit et comme sportif, obtenant son diplôme avec félicitations et représentant son université pour le rugby à XV au sein du Oxford University RFC. Il est même sélectionné en équipe d'Angleterre pour participer au tournoi britannique de rugby à XV. Il est nommé avocat à l'Inner Temple à Londres en 1886 et la même année, retourne à Sydney. Il épouse Ella Louise Bell, fille d'un ingénieur civil, en 1890. Il devient un avocat célèbre et il est nommé procureur de la Couronne en 1891. À partir de 1902, il représente les employeurs devant la nouvelle Cour d'arbitrage industriel,

## Carrière politique
En septembre 1903, il est élu député de Willoughby. De 1904 à 1917, il représente Gordon,. Moins d'un an après sa première élection, il entre au gouvernement de Carruthers comme procureur général et ministre de la Justice. Lorsque Carruthers démissionne le 2 octobre 1907, Wade devient Premier ministre mais conserve son ancien portefeuille. Il est un dirigeant énergique et un grand nombre de lois sont adoptées par son gouvernement concernant, entre autres, les conflits industriels, les enfants abandonnés, le salaire minimum, la responsabilité des employeurs, l'alcoolisme et les colons. Il remet de l'ordre dans la fiscalité et, chaque année, le budget dégage un excédent. Il lance la construction du barrage Burrinjuck et il accorde une attention toute particulière à l'augmentation de la valeur des terres pour la population en général et pas seulement pour les grands propriétaires fonciers. Au cours de la grève des mineurs de charbon en 1909-1910, Wade prend parti pour les propriétaires de la mine et perd une grande partie du soutien des électeurs.
Wade est battu aux élections générales qui s'ensuivent et un gouvernement travailliste est formé le 21 octobre 1910, Wade devenant leader de l'opposition. Lorsqu'un gouvernement nationaliste est formé en novembre 1916, il joue un rôle important dans les négociations, mais son état de santé ne lui permet pas de chercher un portefeuille. Il refuse également le poste d'agent général de la Nouvelle-Galles du Sud (ambassadeur à Londres), mais se rend à Londres en vacances. Quelques mois plus tard, son état de santé s'étant nettement amélioré, il prend le poste. En décembre 1919, Wade est nommé juge à la Cour suprême de Nouvelle-Galles du Sud et prend ses fonctions en mars 1920. 
Wade meurt après une courte maladie à son domicile dans la banlieue de Sydney le 26 septembre 1922.